# Anaphyllopsis pinnata
Anaphyllopsis pinnata är en kallaväxtart som beskrevs av Alistair Hay. Anaphyllopsis pinnata ingår i släktet Anaphyllopsis och familjen kallaväxter. Inga underarter finns listade.